# 2016년 장쑤 성 토네이도

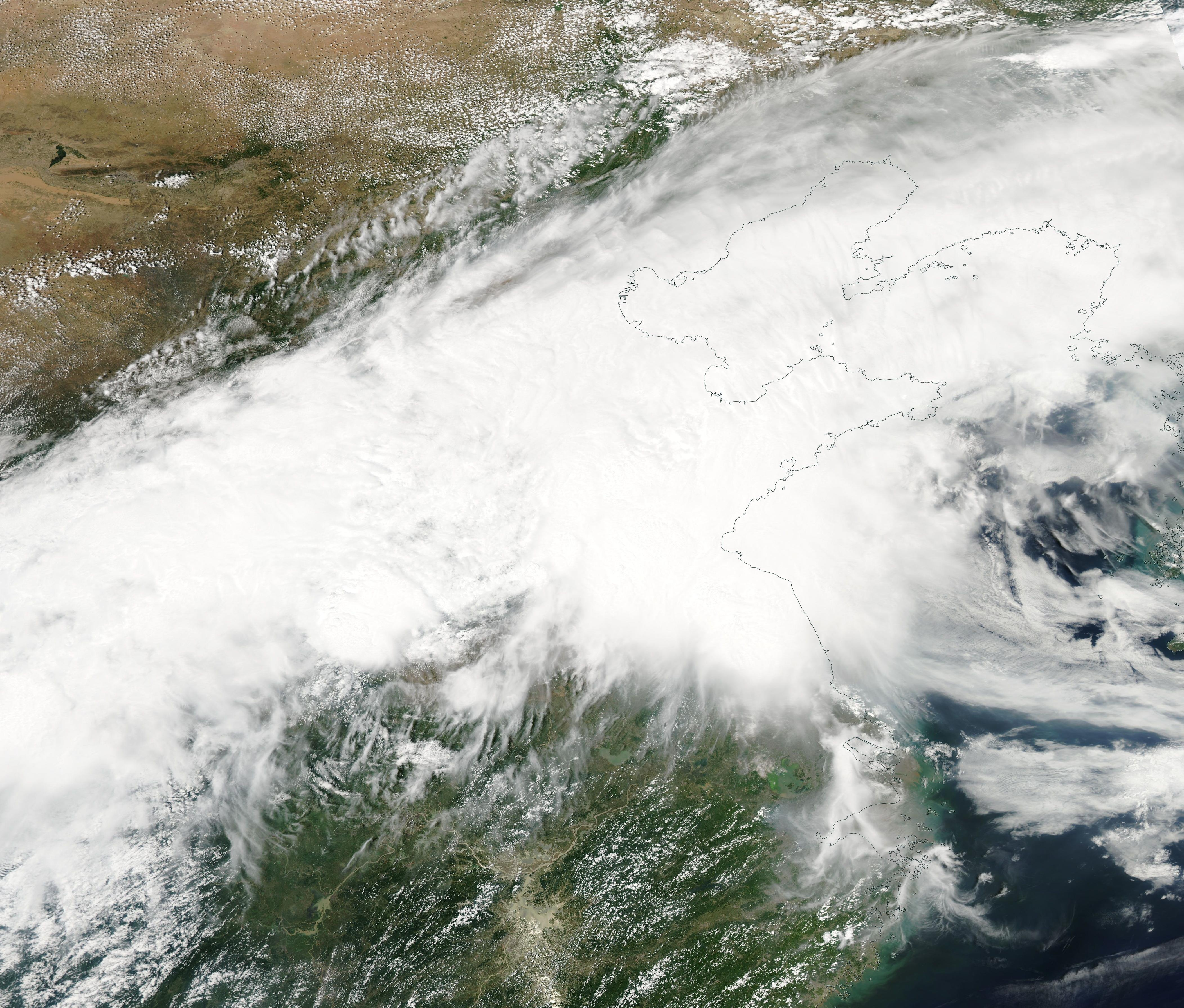
토네이도 발생 1시간 전 중국 동부에 형성된 뇌우의 위성사진

인공위성 히마와리 8호가 촬영한 장쑤 성 토네이도의 적외선 영상

2016년 장쑤 성 토네이도(중국어: 2016年江苏省阜宁县龙卷风)는 2016년 6월 23일 오후 중화인민공화국 장쑤성에서 발생한 토네이도이다. 옌청 시 외곽을 강타한 이 토네이도로 최소 98명이 사망하고 846명이 부상당하였다. 토네이도가 지나간 지역은 인구밀집지대여서 다수 건물붕괴, 정전, 통신두절 등 피해가 컸다. 중국 신화통신은 이 토네이도가 50년만에 이 지역에 최악의 피해를 입힌 토네이도라고 전했다. 중국기상국은 장쑤 성에서 발생한 토네이도가 최대 풍속 266km/h 정도로 개량 후지타 등급상 EF4 등급의 토네이도였다고 밝혔다.